# Прогнани — Сејит и Шура
Прогнани — Сејит и Шура (тур. Kurt Seyit ve Şura) турска је телевизијска серија снимана 2014.
У Србији је приказивана 2014. на телевизији Б92, где је приказивање прекинуто након 9 епизода. Све епизоде серије приказане су 2016. и 2017. на кабловском каналу Прва ворлд, као и на веб-сајту Прве телевизије.

## Синопсис
Рођен у богатој породици, Курт Сејит је одрастао придржавајући се начела која му је усадио отац, угледни земљопоседник Мирза Еминоф. Поштовање које је гајио према руском цару могло се мерити само са жељом да добије потомство, након што се ожени неком од турских лепотица.
Сејит је био успешан полазник војне школе - породица и пријатељи су га волели, док су га надређени изузетно ценили. Након што је дипломирао, постао је поручник у царевој војсци. Био је амбициозан и храбар, а својом лепотом и стасом мамио је уздахе руских госпођица. Све док једне зимске ноћи, док су романтични тактови Чајковског одјекивали градом, није упознао Шуру.
Она је била племенита и лепа Рускиња, која се уселила у његово срце, нудећи му безусловну љубав. Заволели су се већ при првом погледу, али њихова љубав стављена је на искушење након што је избио рат. Сејит је тада морао да крене пут Карпата и на фронту стане у одбрану цара и отаџбине. У вртлогу рата, љубав према Шури исказивао је пишући јој писма, на која му је она одговарала.
Након озбиљне повреде на фронту, храбри младић био је приморан је да се врати у Санкт Петерсбург, где се суочио са суровошћу Револуције. С обзиром на то да су он и његови пријатељи били у гарди цара Николаја ИИ, нашли су се на бољшевичкој црној листи. Сејит је био принуђен да бежи да би сачувао живот, али није желео да оде без Шуре. Због тога ју је повео са собом на породично имање, али пошто његова породица није одобравала њихову везу, морали су да крену даље.
Тако су једне ноћи, уз помоћ пријатеља, успели да се укрцају на брод и заплове ка непознатој земљи, остављајући за собом пређашњи живот, успомене, породицу и пријатеље. Црно море довело их је до Истанбула, у време последњих трзаја Отоманске империје. Оружје које је Сејит понео са собом из родне земље учинило је да буде цењен међу тамошњим људима.
И док је заједно са Шуром започињао нови живот, једино што су њих двоје имали била је љубав. Ипак, чисто осећање биће стављено на пробу када Сејит упозна Мурку, жену која га жели крај себе, упркос томе што зна да је никада неће волети као што воли Шуру...

## Ликови
- Курт Сејит (Киванч Татлитуг) - Курт Сејит је син племићке турске породице са Крима. Баш као и његов отац, и он је частан човек, веран своме цару. За разлику од своја два брата, био је одгајан као војник. Сања о започињању живота у домовини након што стави тачку на војну службу. Познаје значај правог пријатељства и одан је својим најбољим пријатељима, такође војницима. Његов живот потпуно се мења када у Русији избије револуција, а он упозна Шуру. Љубав према њој навешће га на дуго путовање ка Истанбулу, с обзиром на то да, као царев човек, није безбедан за време трајања револуције.

- Шура (Фарах Зејнеп Абдулах) - Шура је прелепа девојка, најмлађа кћерка богате руске породице. Упознаје Сејита и заљубљује се у њега на свом првом балу у Петрограду, где ју је породица по први пут представила високом друштву. Мада је њихова љубав угрожена интригама, оно што осећају једно према другом сваким даном постаје све јаче, док Шура веома брзо сазрева волећи Сејита. Љубав према њему потпуно ће променити њене погледе на живот, наводећи је да са својим вољеним крене у неизвесну и ризичну авантуру пут Истанбула.

- Петро Борински (Биркан Сокулу) - Петро потиче из богате и моћне племићке породице. Упознао је Сејита још у детињству, када су обојица били полазници војне школе. Петро је већ тада имао потребу да се надмеће са њим.Оно што је на почетку изгедало као безазлено надметање претвара се у право (мада скривено) непријатељство када Сејит присили Петра да иступи из војске због неопростиве грешке на бојном пољу, док ће Сејитова љубав према Шури само повећати Петрову мржњу. Глумећи му пријатеља, Петро ће Сејиту радити иза леђа, на све начине покушавајући да га раздвоји од Шуре.

- Џелил Камилоф (Усхан Чакир) - Џелил је Сејитов најбољи пријатељ још од детињства, али и колега у војсци који се бори са њим раме уз раме. Лудо је заљубљен у Татју, примабалерину Бољшог театра. Иако сања о венчању са њом, револуција му мења планове. Курт Сејит и Шура ће бити уз њега током његовог путовања из Русије у Истанбул. Док тугује за онима које је оставио у Русији, Џелил ће, иако сломљеног срца, наставити свој живот и биће веран савезник Сејита и Шуре.

- Гузиде (Елчин Сангу) - Гузиде живи са сестром на имању које се налази крај поседа Сејитове породице. Живот јој се потпуно мења оног дана када упозна Џелила. Импресионирана је њиме и од тог тренутка месецима машта о њему. Заљубљује се у њега, упркос томе што су једва проговорили једно са другим. Путеви им се укрштају с времена на време, а тужна љубавна прича чека их управо у Истанбулу.

- Бароница Лола (Асли Орџан) - Бароница је Сејитова бивша девојка. Удовица је и ужива углед у друштву искључиво захваљујући титули покојног супруга. Сви знају да је заводница, због чега људи из високог друштва помало зазиру од ње, али ипак је радо позивају на своје пријеме. Лола је бесна када сазна да Сејит воли Шуру и учиниће све да их растави, а будући да Петро покушава то исто, њих двоје ће помагати једно другом с времена на време.

- Валентина (Седа Гувен) - Шурина сестра Валентина средње је дете у породици. То је префињена и достојанствена млада дама, којој су породица и углед у друштву на првом месту. Шурина љубав према Сејиту узбуркаће јој живот и пореметити њену савршену уравнотеженост. Тина ће, пратећи сестрину љубавну причу, научити много о љубави, смрти, губитку и храбрости. Управо ће је сестра подстаћи да изазове судбину, желећи да се током рата уда за свог вереника Барона Константина. Иако се путеви Тине и Шуре често разилазе, судбина ће их спојити у Истанбулу.

## Сезоне
| Сезона | Сезона | Број епизода (н / и)         | Приказивање у Турској                      | Приказивање у Србији                                                                           |
| ------ | ------ | ---------------------------- | ------------------------------------------ | ---------------------------------------------------------------------------------------------- |
|        | 1      | 13 / 30 (1 — 13) / (1 — 30)  | 4. март 2014 — 10. јун 2014. ()            | 30. септембар 2014 — 6. новембар 2014. (Б92) 19. децембар 2016 — 27. јануар 2017. (Прва ворлд) |
|        | 2      | 8 / 16 (14 — 21) / (31 — 46) | 23. септембар 2014 — 20. новембар 2014. () | 27. јануар 2017 — 20. фебруар 2017. (Прва ворлд)                                               |

## Улоге
| Глумац               | Улога                       | Епизода |
| -------------------- | --------------------------- | ------- |
| Киванч Татлитуг      | Курт Сејит Еминоф           | 1-21    |
| Фарах Зејнеп Абдулах | Александра Шура Верјенскаја | 1-21    |
| Фахрије Евџен        | Мурка                       | 14-21   |
| Биркан Сокулу        | Петро Борински              | 1-21    |
| Усхан Чакир          | Џелил Камилоф               | 1-21    |
| Елчин Сангу          | Гузиде                      | 1-21    |
| Седа Гувен           | Валентина Верјенскаја       | 1-21    |
| Асли Орџан           | Лола                        | 1-12    |
| Ева Дедова           | Татјана Тчоупилкина         | 1-9     |
| Сердар Гокхан        | Мирза Мехмет Еминоф         | 1-9     |
| Берк Ерчер           | Миша                        | 1-9     |